# Brad Hodge
Bradley John Hodge (ur. 29 grudnia 1974 w Melbourne) – australijski krykiecista, reprezentant kraju, w lidze australijskiej gra w drużynie stanowej Wiktorii, gra także w lidze angielskiej i Indian Premier League w drużynie Kolkata Knight Riders. Jest praworęcznym odbijającym, czasami gra także jako bowler rzucający w stylu off spin.